# CLEC1B
CLEC1B (англ. C-type lectin domain family 1 member B) – білок, який кодується однойменним геном, розташованим у людей на короткому плечі 12-ї хромосоми. Довжина поліпептидного ланцюга білка становить 229 амінокислот, а молекулярна маса — 26 596.
| 10         |  | 20         |  | 30         |  | 40         |  | 50         |
| ---------- |  | ---------- |  | ---------- |  | ---------- |  | ---------- |
| MQDEDGYITL |  | NIKTRKPALI |  | SVGSASSSWW |  | RVMALILLIL |  | CVGMVVGLVA |
| LGIWSVMQRN |  | YLQGENENRT |  | GTLQQLAKRF |  | CQYVVKQSEL |  | KGTFKGHKCS |
| PCDTNWRYYG |  | DSCYGFFRHN |  | LTWEESKQYC |  | TDMNATLLKI |  | DNRNIVEYIK |
| ARTHLIRWVG |  | LSRQKSNEVW |  | KWEDGSVISE |  | NMFEFLEDGK |  | GNMNCAYFHN |
| GKMHPTFCEN |  | KHYLMCERKA |  | GMTKVDQLP  |  |            |  |            |

A: Аланін

C: Цистеїн

D: Аспарагінова кислота

E: Глутамінова кислота

F: Фенілаланін

G: Гліцин

H: Гістидин

I: Ізолейцин

K: Лізин

L: Лейцин

M: Метіонін

N: Аспарагін

P: Пролін

Q: Глутамін

R: Аргінін

S: Серин

T: Треонін

V: Валін

W: Триптофан

Кодований геном білок за функціями належить до рецепторів, фосфопротеїнів. 
Задіяний у такому біологічному процесі, як альтернативний сплайсинг. 
Білок має сайт для зв'язування з лектинами. 
Локалізований у мембрані.